# 6950 Сімонек
6950 Сімонек (6950 Simonek) — астероїд головного поясу, відкритий 22 грудня 1982 року.
Тіссеранів параметр щодо Юпітера — 3,370.